# Сима (архитектура)
Сима (др.-греч. Σιμός — курносый, вздёрнутый) — в архитектуре Древней Греции — терракотовый или мраморный жёлоб, вогнутый профиль (поперечный разрез), который представляет собой нечто вроде «вздёрнутого носа». Такой жёлоб укрепляли параллельно краю кровли бокового фасада здания. Дождевая вода стекала с двускатной кровли между калиптерами (др.-греч. καλύπτρα — покрышка) — выпуклыми черепицами из терракоты или мрамора по плоским черепицам — соленам (др.-греч. ςωληνος — труба, жёлоб). Торцы калиптеров прикрывали декоративные антефиксы. В симе через определённые интервалы делали отверстия, снаружи оформленные в виде маскаронов: масок львов или горгон с раскрытыми ртами, через которые выливалась вода. В средневековье такие устройства называли: гаргулья.
В древнеримской архитектуре слово «сима», или «кима» (лат. cyma recta), приобрело другое значение. В русской транскрипции: гусёк. Это профиль, на профессиональном языке архитектора: облом, двойного S-образного сечения, имеющий выкружку (вогнутую часть в четверть окружности) вверху, а внизу — такую же выпуклую. Симы использовали в карнизах, отводящих сток дождевой воды от стен. Обратный гусёк — (cyma reversa), или каблучок (по сходству с формой каблука), в котором верхняя часть выпуклая, а нижняя — вогнутая, использовали в постройках дорического ордера. В отличие от иных профилей (обломов) подобного рода в академической теории архитектурных форм симой принято называть только те, которые используют для венчающих карнизов зданий.